# Tobermory (Whiskybrennerei)
Tobermory ist eine Whiskybrennerei in der Stadt Tobermory auf der Insel Mull (Argyll and Bute), Schottland. Die Lagerhäuser der Brennerei sind in den schottischen Denkmallisten in die Kategorie B einsortiert.

## Geschichte
Die Tobermory Distillery wurde 1798 gegründet, war aber bereits im 19. Jahrhundert über längere Zeiträume geschlossen.
Von 1916 bis 1930 war sie im Besitz der Distillers Company Ltd. (DCL) und von 1930 bis 1972 wieder geschlossen.
1972 wurde die Destillerie als Ledaig Distillery (Tobermory) Ltd. wieder eröffnet, nun sogar auf 4 Brennblasen erweitert, musste jedoch schon bald nach einem Konkurs 1975 schließen. 1978 wurde die Destillerie an Kirkleavington Property verkauft und wieder in Tobermory umbenannt. Von 1981 bis 1989 war die Destillerie geschlossen, ab 1990 wurde wieder in kleinem Umfang produziert. 1993 wurde die Destillerie von Burn Stewart Distillers Ltd. übernommen. 2013 kaufte die südafrikanische Distell Group Ltd. die Burn Stewart Distillers für £160m. Am 31. März 2017 stellte die Brennerei die Produktion für ca. 24 Monate ein, um Sanierungsmaßnahmen auf dem Gelände durchzuführen.

## Produktion
Das Wasser der zur Region Highlands/Islands gehörenden Brennerei stammt aus dem Mishnish Loch. Das verwendete Malz kommt aus der Port Ellen-Mälzerei. Die Brennerei verfügt über einen Maischbottich (4,5 t) aus Gusseisen, vier Gärbottiche (zusammen 92.000 l) aus Douglasienholz, zwei wash stills (je 18.000 l) und zwei spirit stills (je 16.000 l).

## Besichtigungen
Tobermory verfügt über ein Besucherzentrum und kann besichtigt werden.